# 사이무라 마사히로
사이무라 마사히로(일본어: 斎村政広 1562년 ~ 1600년 12월 3일)는 센고쿠 시대에서 아즈치모모야마 시대에 걸쳐 활약한 무장 겸 다이묘이다. 아버지는 아카마쓰 마사히데이며, 어머니는 아카마쓰 하라마사의 딸이다. 아카마쓰 히로미치, 히로히데, 히로후사란 이름을 사용했다. 통칭은 야사부로. 처는 우키타 나오이에(宇喜多直家)의 딸로 우키타 히데이에(宇喜多秀家)의 동생이다. 거주한 곳은 하리마국 다쓰노 성이고, 후에 다지마국 다케다 성으로 옮겨간다.

## 생애
1570년 아버지, 뒤이어 형 아카마쓰 히로사다가 죽자, 가독을 승계한다. 마사히로의 가계 아카마쓰 씨는 혈통상 본가로 있는 아카마쓰 요시스케의 가계보다 적통에 가깝다. 오다 노부나가(織田信長)의 명을 받고 주고쿠를 공략하러 온 하시바 히데요시(羽柴秀吉)에 처음엔 저항했지만, 항복하고, 히데요시 산하의 하치스카 마사카쓰 군에 속하게 된다. 이후 고마키·나가쿠테 전투 등에서 활약하여 다지마 다케다 성 2만 2천여석의 성주가 된다. 그 후, 규슈 정벌, 오다와라 정벌, 임진왜란 등에도 참전하였다.
또, 유학자 후지와라 세이카의 가르침을 받는 등, 문학자적 일면도 갖추어 있었다. 일본에 포로로 끌려와 후지와라 세이카와 교유가 두터웠던 조선의 선비 강항은 《간양록》에서 세이카의 평을 빌려서 "일본의 무장 가운데 유일하게 사람 마음을 지녔다고 할 만 하며, 당시 일본에서 보기 드물게 3년상을 치르고 중국의 제도와 조선의 예법을 착실히 따르면서 강항처럼 조선에서 포로로 잡혀 온 선비들을 상대로 유교 경전의 필사를 요청하고, 입는 옷과 먹는 음식마저도 중국이나 조선을 본뜨려고 한 사람이었다고 긍정적인 평가를 남겼다. 또한 "유교 경전을 착실히 즐겨서 비가 오나 바람이 부나 말 위에서까지 책을 놓는 일이 없었"지만, 재주가 다소 미욱한 편이어서 해석이 없으면 한 줄도 읽지 못했다고 술회하고 있다. 《간양록》은 마사히로가 조선의 《오례의서》와 《군학석채의목》을 얻어 보고 단바의 사읍에 공자묘를 세웠고, 제복(祭服)이며 제관(祭冠)까지 조선의 것을 본떠 틈틈이 그의 부하들과 함께 제를 지냈다고 하였다. 강항의 귀국을 지원한 것도 바로 마사히로였다.
1600년 세키가하라 전투에서 서군에 가담해 호소카와 후지타카의 다나베 성을 공략한다. 그러나, 세키가하라의 본전투에서 서군이 패하자 서군을 배신하고 동군에 가담해 미야베 나가후사의 돗토리 성을 공격한다. 이때 돗토리 성 주변 마을을 방화한 탓에 동군의 수장 도쿠가와 이에야스(德川家康)의 심기를 건드려 할복을 명받아 돗토리의 신쿄지에서 자인했다. 단, 돗토리 성 공격을 지휘한 이는 가메이 고레노리(龜井玆矩)였고, 그의 책략이었다고 한다. 실행한 마사히로만 죄를 추궁해 그 책임을 떠넘겼다는 설이 있다.
사이무라라는 성은 아버지 마사히데 사후, 잠시 피난 갔던 곳인 사이무라(才村) 또는 사에무라(佐江村)의 지명에서 따온 것이다.